# Шуинар, Мари
Мари Шуинар (фр.  Marie Chouinard, род. 14 мая 1955, Квебек) — канадская танцовщица и хореограф.

## Биография
С конца 1970-х годов выступала с провокационными театральными акциями, несколько раз вызывавшими общественный скандал. Жила, училась в Берлине, Бали, Непале. С 1981 года обосновалась в Нью-Йорке. В 1990 году основала собственную компанию в Монреале, в 2007 году компания, при поддержке федерального правительства и местных властей, получила и реконструировала для театральных лабораторий и постановок прежнее здание старой монреальской библиотеки Plateau Mont-Royal.

## Избранные постановки
- 1990 — Les Trous du ciel
- 1993 — Весна священная/ Le Sacre du printemps (музыка И. Стравинского)
- 1994 — Prélude à l’après-midi d’un faune (музыка К. Дебюсси)
- 1996 — L’Amande et le diamant (музыка Лучано Берио)
- 1998 — Les Solos 1978—1998
- 1998 — Étude poignante
- 1998 — Humanitas
- 1999 — Les 24 préludes de Chopin
- 2000 — Le Cri du monde
- 2002 — Étude #1, Des feux dans la nuit
- 2004 — Chorale
- 2005 — Mouvements (по стихам и рисункам Анри  Мишо)
- 2006 — bODY_rEMIX/les_vARIATIONS_gODLBERG
- 2008 — ORPHÉE ET EURYDICE
- 2009 —  gloires du matin
- 2010 — LE NOMBRE D’OR (LIVE)
- 2011 — Des feux dans la nuit

## Признание
Премия Бесси (2000), премия Общества драматургов и театральных композиторов Франции (SACD, 2003), премия Джемини (2009) и др. Офицер Ордена Канады (2007), кавалерственная дама французского Ордена искусств и литературы (2009).